# Триметазидин
Триметазиди́н — антиангинальный препарат, нормализующий энергетический метаболизм клеток, подвергшихся гипоксии или ишемии. Поддерживает энергетический метаболизм сердца. Применяют для профилактики приступов стенокардии при ишемической болезни сердца, а также при болезни Меньера, шуме в ушах и головокружениях, вызванных нарушениями мозгового кровообращения.
По клиническим рекомендациям европейского общества кардиологов (англ. ESC) триметазидин может рассматриваться в качестве дополнительного препарата при лечении стенокардии.

## История
Триметазидин был впервые одобрен в качестве сердечно-сосудистого препарата в Европе в 1965 году.
В 2013 году препарат внесён в рекомендации Европейского общества кардиологов (англ. ESC по лечению стабильной ишемической болезни сердца в качестве дополнительного препарата первой и второй линии терапии (IIb B) как имеющий антиангинальную и антиишемическую активность.
C 2014 года Всемирное антидопинговое агентство включило триметазидин в список запрещённых препаратов для профессиональных спортсменов и объявило его допингом.
В 2015 году проведён консенсус экспертов, на котором было признано, что триметазидин — это препарат, прямо влияющий на синтез АТФ при ишемии.
В 2016 году препарат был внесён в рекомендации Европейского общества кардиологов ESC по диагностике и лечению острой и хронической сердечной недостаточности. Уровень рекомендации IIb A. В комбинации с бета-блокатором у пациентов с СН-нФВ может понизить функциональный класс СН по NYHA, увеличить продолжительность физической активности пациента, а также улучшить функцию ЛЖ.

## Эффективность и безопасность
В 2020 году в The Lancet было опубликовано плацебо-контролирующее исследование, охватившее более 6000 пациентов с сердечными заболеваниями. Тем, кто получал триметазидин, выдавалась доза 35 мг два раза в день в течение 42,3-53,3 месяцев (в среднем 47,5 месяцев). Триметазидин принимало 2998 пациентов, а плацебо — 3009 пациентов. Были отмечены кардиологические обострения у 700 (23,3 %) пациентов, принимавших триметазидин, что практически не отличалось от группы плацебо — 714 инцидента (23,7 %). Серьёзное лечение потребовалось получить 1219 (40,9 %) из 2983 пациентов в группе триметазидина и 1230 (41,1 %) из 2990 пациентов в группе плацебо. Различие с группой плацебо не превышало статистического шума выборок. При этом самым серьезным ограничением исследования было то, что оно распространялось лишь на пациентов после чрескожного коронарного вмешательства и не относится к пациентам, активно жалующимся на стенокардию, которым ЧКВ не было проведено.

## Фармакологическое действие
Как утверждает производитель лекарства, его препарат оказывает антиангинальное, коронародилатирующее, антигипоксическое и гипотензивное действие. Непосредственно влияя на кардиомиоциты и нейроны головного мозга, оптимизирует их метаболизм и функцию. Цитопротекторный эффект обусловлен повышением энергетического потенциала, активацией окислительного декарбоксилирования и рационализацией потребления кислорода (усиление аэробного гликолиза и блокада окисления жирных кислот). Поддерживает сократимость миокарда, предотвращает внутриклеточное истощение АТФ и фосфокреатинина. В условиях ацидоза нормализует функционирование ионных каналов мембран, препятствует накоплению Ca2+ и Na+ в кардиомиоцитах, нормализует внутриклеточную концентрацию K+. Уменьшает внутриклеточный ацидоз и концентрацию фосфатов, обусловленных ишемией миокарда и реперфузией. Препятствует повреждающему действию свободных радикалов, сохраняет целостность клеточных мембран, предотвращает активацию нейтрофилов в зоне ишемии, увеличивает продолжительность электрического потенциала, уменьшает выход КФК из клеток и выраженность ишемических повреждений миокарда. При стенокардии сокращает частоту приступов (уменьшается потребление нитратов), через 2 недели лечения повышается толерантность к физической нагрузке, снижаются перепады артериального давления. Улучшает слух и результаты вестибулярных проб у пациентов с патологией ЛОР-органов, уменьшает головокружение и шум в ушах. При сосудистой патологии глаз восстанавливает функциональную активность сетчатки.
Лечение пожилых людей триметазидином в дозе 35 мг перорально с едой два раза в день в течение 3 месяцев приводило к повышению силы рукопожатия кисти на 24,4 %.
По клиническим рекомендациям 2013 года Европейского общества кардиологов (англ. ESC триметазидин при трёхкратном приёме по 20 мг имеет такую же антиангинальную активность, как и пропранолол.

## Фармакокинетика
Быстро и практически полностью абсорбируется в желудочно-кишечном тракте. Биодоступность — 90 %. TCmax — 2 ч. Cmax (после однократного перорального приёма 20 мг триметазидина) — около 55 нг/мл. Объём распределения — 4,8 л/кг. Легко проходит через гистогематические барьеры. Связь с белками плазмы — 16 %. T1/2 — 4,5-5 ч. Выводится почками (около 60 % — в неизменённом виде).

## Показания
Длительная терапия ИБС: профилактика приступов стабильной стенокардии в составе моно- или комбинированной терапии.

## Использование в спорте
Как правило, вещество включается в Запрещённый список WADA при усмотрении агентством соответствия таким двум из трёх критериев, как улучшение или способность улучшать спортивные результаты, риск (реальный или потенциальный) для здоровья спортсмена либо противоречие духу спорта, а также способность маскировать применение других запрещённых препаратов.
Использование препарата потенциально может повышать эффективность в видах спорта с высокой нагрузкой на сердце — например, в плавании. Кардиолог Аарон Бэггиш отмечает, что не знает причин, по которым здоровому подростку может быть назначен триметазидин, а для лечения аналогичных состояний существуют и более эффективные средства. Спортивный врач Робби Сикка считает, что данный препарат, теоретически, может дать спортсмену преимущество, позволяя ему увеличивать продолжительность тренировок, а также быстрее восстанавливаться. Ряд российских специалистов в области спортивной медицины в ходе своего исследования не обнаружили достаточного количества научных данных, подтверждающих влияние некоторых запрещённых веществ, в том числе триметазидина, на результаты или здоровье спортсменов. Триметазидин оказывает положительное влияние на физическую активность пациентов с сердечно-сосудистыми заболеваниями, однако исследования на здоровых добровольцах или спортсменах не проводились. Отмечается, что он мог быть включён в запрещённый список из-за негативных побочных эффектов, таких, как паркинсонизм или нарушения походки.
Наиболее известными случаями использования данного вещества в спорте в качестве допинга являются дисквалификации многократного олимпийского чемпиона и пловца Сунь Яна, американской пловчихи и чемпионки мира Мэдисон Кокс, российской бобслеистки Надежды Сергеевой и российской фигуристки Камилы Валиевой.

## Противопоказания
Гиперчувствительность, беременность, период лактации.

## Побочные эффекты
Аллергические реакции (кожный зуд), редко — слабые диспепсические явления (тошнота, рвота, гастралгия), головокружения.